# 사이타마군

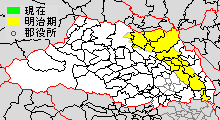
사이타마현 사이타마군의 범위

사이타마군(埼玉郡)은 사이타마현(무사시국)에 있던 군이다.
1879년 기타사이타마군과 미나미사이타마군을 발족하면서 소멸하였다.

## 군역
현재의 행정 구역 상으로 아래의 지역에 해당한다.
- 미나미사이타마군(전역)
- 야시오시(전역)
- 고시가야시(전역)
- 하스다시(전역)
- 가조시(전역)
- 하뉴시(전역)
- 교다시(전역)
- 사이타마시(이와쓰키구)
- 소카시(아야세강 동쪽)
- 가스카베시(일부)
- 구키시(일부)
- 고노스시(모토아라강 북쪽)
- 구마가야시(일부)
- 시라오카시(전역)

## 같이 보기
- 기타사이타마군
- 미나미사이타마군